# بنك المشرق
بنك المشرق هو أقدم بنك مملوك للقطاع الخاص في دولة الإمارات العربية المتحدة. تأسس في عام 1967 تحت اسم بنك عمان، وكان أول بنك في الإمارات يقوم بتركيب أجهزة صرف النقود من أجهزة الصراف الآلي، وأول من أصدر بطاقات الخصم والائتمان وأول من قدم القروض الاستهلاكية. يقدم بنك المشرق اليوم الخدمات المصرفية الإسلامية، بما في ذلك الودائع والقروض وبطاقات الائتمان. الخدمات المصرفية الاستثمارية التقليدية والإسلامية بما في ذلك تمويل الشركات والاستشارات الاستثمارية بشأن عمليات الدمج والاستحواذ، والطرح الأولي للاكتتاب العام؛ وخدمات إدارة الأصول التقليدية والإسلامية بما في ذلك إدارة الثروات.
بنك المشرق لديه 12 مكتباً خارجياً في تسع دول، بما في ذلك أوروبا والولايات المتحدة وآسيا وأفريقيا.

## التاريخ

شعار بنك المشرق

تأسس بنك المشرق في عام 1967 في دبي باسم بنك عُمان، قبل تشكيل دولة الإمارات، بموجب مرسوم صادر عن حاكم دبي، الشيخ راشد بن سعيد آل مكتوم.
في عام 1993، غيّر البنك اسمه إلى بنك المشرق وهو الآن أحد المؤسسات المالية الرائدة في دولة الإمارات. لديه حضور قوي في مجال الخدمات المصرفية للأفراد والشركات في جميع أنحاء الخليج العربي، وله فروع في مصر وقطر والكويت والبحرين.[بحاجة لمصدر]
تمتدُّ شبكة فروع بنك المشرق عبر الإمارات، حيث يعمل 50 بالمائة من الأسر المصرفية مع الشركة. كما أن لديه مراكز خدمة عملاء في مواقع البيع بالتجزئة الرئيسية وواحدة من أكبر شبكات الصراف الآلي في البلاد. بالإضافة إلى ذلك، يمتلك البنك مكاتب خارجية في 11 دولة في جميع أنحاء أوروبا وأمريكا الشمالية وآسيا وأفريقيا.[بحاجة لمصدر]
تم افتتاح أول فرع لبنك عمان - كما كان يُعرف آنذاك - في ديرة عام 1967، تلاه افتتاح فرع ثانٍ على الجانب الآخر من خور دبي في بر دبي. شهدت السنوات القليلة التالية افتتاح فروع إضافية في العين وأبو ظبي. في عام 1971 تم تشكيل دولة الإمارات واستبدال الريال القطري بالدرهم الإماراتي كعملة رسمية للدولة. أصبح بنك عُمان أول بنك إماراتي يفتح فرعاً له في الدوحة بقطر.
بعد خمس سنوات، أنشأ البنك شبكة فروع، ووصلت إلى 10 فروع محلية في عام 1976. وافتتح المقر الرئيسي في ديرة بعد عام وانتقلت جميع وظائف المكتب الرئيسي - التي كانت موجودة سابقًا في فروع مختلفة - إلى المبنى. بعد فترة وجيزة، تم افتتاح فروع خورفكان والرقة والذيد، حيث تجاوزت أصول البنك حاجز ملياري درهم إماراتي.
منذ عام 1978، حوّلت الشركة تركيزها إلى المزيد من المشاريع الدولية. امتدت الأعمال إلى أسواق في مصر وباكستان ولندن وهونج كونج. بالإضافة إلى ذلك، مع افتتاح فروع في كلباء ودبا الفجيرة وأم القيوين، أصبح البنك الأول والوحيد في الإمارات، مع وجوده في جميع الإمارات السبع.[بحاجة لمصدر]
في عام 1981، تم إنشاء مركز تدريب، بدأ كمكتبة، لمساعدة العمال على تعزيز مهاراتهم ومعارفهم. بعد ذلك، توسّعت إلى مرفق تدريب متكامل يلبي جميع احتياجات التعلم والتطوير لموظفي البنك. كإدارة، قامت بإدارة جميع احتياجات التدريب الداخلية والخارجية للبنك. بعد ذلك بوقت قصير، أصبح أول بنك محلي يقدم بطاقات الائتمان مع ربط فيزا.
في عام 1983، قدّم البنك أول موزع صراف آلي في الإمارات. وقد أمكن تحقيق ذلك من خلال ربط جميع الفروع بقاعدة بيانات مركزية. بدأ البنك في إصدار شيكات فيزا السياحية في العام نفسه، وأصبح أول بنك في المنطقة يحصل على اتصال بشبكة فيزا العالمية. تجاوزت الأرباح 100 مليون درهم إماراتي، وافتتح البنك فرعا في نيويورك.[بحاجة لمصدر]
مع استمرار نمو البنك الجديد، أصبحت العمليات مركزية، وتم إعادة العمل في الفروع. تم تصميم الفروع على أنها صالات عرض مع صرافين ومحطات خدمة عملاء فقط. خلال 16 عامًا، نمت أصول البنك من مليار درهم إماراتي إلى 10 مليارات درهم إماراتي.[بحاجة لمصدر]
في عام 1993، تم تغيير اسم البنك من بنك عمان إلى بنك المشرق.
تم تقديم أول بطاقة ذكية قائمة على الشرائح إلى المنطقة من قبل بنك المشرق في عام 2004.

## المصرفية الدولية
أصحبت العمليات الخارجية مركزية في عام 2005. في المرحلة الأولى، تم التعامل مع عمليات هونغ كونغ والمملكة المتحدة من قبل دبي. وتجاوزت أرباح البنك المليار درهم إماراتي في العام نفسه، فيما بلغت الأصول 50 مليار درهم إماراتي في عام 2006.

## التوسيع
تم تقديم نظام نمذجة المخاطر مع احتمالية التخلف عن السداد والخسارة مع مراعاة الحسابات الافتراضية. كما تم تقديم بطاقة أداء تطبيق البيع بالتجزئة. تم نقل جميع وحدات التشغيل المركزية وميند سكيب إلى المبنى المزدوج المخصص في منطقة دبي للتعهد في عام 2008. تم إنشاء ما مجموعه 10 فروع ومركز ذهبي لتك المشرق خلال عام 2008 في مصر. كما بدأت عمليات الكويت في عام 2009.

## الخدمات

### الخدمات المصرفية للشركات والاستثمار
يشمل عملاء الخدمات المصرفية التجارية والشركات في الإمارات: تمويل التجارة، وتمويل المقاولات، وتمويل المشاريع والخدمات المصرفية الاستثمارية، واستشارات الشركات، وإدارة النقد، وإدارة الثروات والشركات الصغيرة والمتوسطة، والخدمات المصرفية الخاصة.

### الخدمات المصرفية للأفراد
الخدمات المصرفية للأفراد هي مجال رئيسي آخر، وتشمل المنتجات والخدمات المقدمة للأفراد أو الشركات الصغيرة في الإمارات وقطر ومصر. كما تشمل عروض المنتجات للعملاء الحسابات الجارية، وحسابات التوفير، والودائع الثابتة، والمنتجات الاستثمارية، وودائع مليونير المشرق، والقروض الشخصية، وقروض السيارات، وقروض الرهن العقاري، وقروض الأعمال، وبطاقات الائتمان مع برامج الولاء الفريدة، والتأمين المصرفي، والسحب على المكشوف، والخدمات المصرفية ذات الأولوية وخدمات إدارة الثروات.

### الخزينة وأسواق رأس المال
تتكون أسواق الخزانة ورأس المال من أعمال تدفق العملاء وأعمال الملكية. تشمل أعمال تدفق العملاء معاملات الصرف الأجنبي، والمشتقات، والعملات الأجنبية بالهامش، والعقود الآجلة، والتحوط، والمنتجات الاستثمارية، والأسهم المحلية (الوساطة)، وإدارة الأصول التي تتم نيابة عن العملاء. تشمل الأعمال التجارية المملوكة ملكية تجارية ونشاط استثمار يتم تنفيذه نيابة عن المجموعة.

### المصرفية الدولية
تعمل الخدمات المصرفية الدولية على تلبية احتياجات الشركات والأعمال التجارية للفروع المصرفية الخارجية للمجموعة في قطر ومصر والبحرين والكويت، والأعمال المصرفية المراسلة للمجموعة في الفروع الخارجية الأخرى. وهذا يشمل الخدمات التجارية، والسداد، والتعهد بالسداد، وتمويل السداد، وتحصيل فواتير التصدير، والمشاركة في المخاطر.

### الخدمات المصرفية الإسلامية
يتم تقديم المنتجات المصرفية الإسلامية للعملاء عبر خطوط الأعمال الأربعة المذكورة أعلاه. المنتجات المعنية هي التمويل العقاري بالإجارة، ووديعة المضاربة، وحساب التوفير بالمضاربة، وتمويل المشاركة، وتمويل السلع بالمرابحة، والاكتتاب بالإجارة، والمشاركة، والمرابحة، وغيرها.

## الشركات التابعة والزميلة
| الشركة                                  | النشاط الرئيسي                       | البلد                    |
| --------------------------------------- | ------------------------------------ | ------------------------ |
| المشرق كابيتال، مركز دبي المالي العالمي | خدمات الوساطة وإدارة الأصول والأموال | الإمارات العربية المتحدة |
| اليمامة                                 | مقدم الخدمة                          | الإمارات العربية المتحدة |
| خدمات إنجاز                             | مقدم الخدمة                          | الإمارات العربية المتحدة |
| رؤيا التنفيذية                          | الأنشطة العامة                       | جزر العذراء البريطانية   |
| براسبريدج                               | الأنشطة العامة                       | جزر العذراء البريطانية   |
| أوريستون                                | الأنشطة العامة                       | جزر العذراء البريطانية   |
| المشرق للأوراق المالية                  | خدمات الوساطة                        | الإمارات العربية المتحدة |
| صناديق مكاسب                            | إدارة الأموال                        | البحرين                  |
| البدر للتمويل الإسلامي                  | خدمات التمويل الإسلامي               | الإمارات العربية المتحدة |
| مايندسكيب لتكنولوجيا المعلومات          | تكنولوجيا المعلومات                  | الإمارات العربية المتحدة |
| أصول للتمويل                            | خدمات التمويل                        | الإمارات العربية المتحدة |
| شركة عمان للتأمين                       | التأمين                              | الإمارات العربية المتحدة |
| المشرق للخدمات العالمية                 | التكنولوجيا والعمليات والخدمات       | الهند                    |